# كأس سلوفاكيا 2012–13
كأس سلوفاكيا 2012–13 هو الموسم 20 من كأس سلوفاكيا. أقيم خلال الفترة 7 أغسطس 2012 وحتى 1 مايو 2013، وكان عدد الأندية المشاركة فيه 45، وفاز فيه نادي سلوفان براتيسلافا.